# Boulevard Rojdestvenski
Le boulevard Rojdestvenski (en russe : Рожде́ственский бульва́р, Rojdestvenski boulvar,  en français : boulevard de la Nativité) est une voie de Moscou.

## Situation et accès
Il est situé dans le quartier de Mechtchanski en plein centre historique de la capitale (district administratif central). Le boulevard fait partie de l'Anneau des boulevards et doit son nom au monastère de la Nativité. Il part de la place Troubnaïa à l'ouest, jusqu'à la place de la Porte de la Présentation (Stretenskie Vorota) à l'est. La numérotation commence place Troubnaïa. Du côté intérieur, la rue Rojdestvenka (Nativité) et la ruelle Maly Kisselny donnent dans le boulevard et du côté extérieur, la rue Troubnaïa. 
Il est accessible par les stations de métro Troubnaïa et Tsvetnoï Boulevard (début) et Sretensky Boulevard.

## Origine du nom
Il reçoit son nom d'après le monastère de la Nativité et la rue de la Nativité (Rojdestvenka).

## Historique

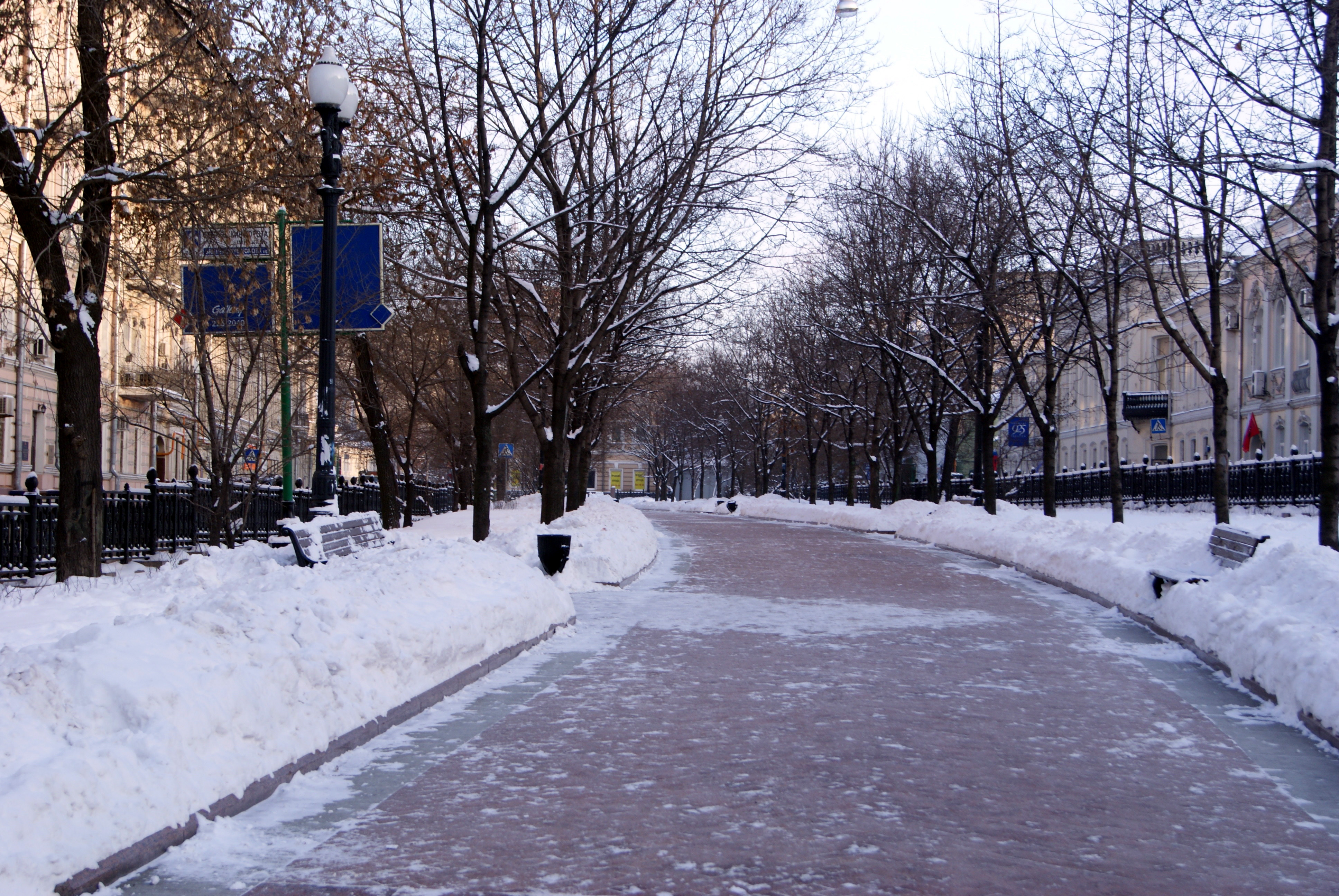
L'allée centrale en hiver.

Les alentours de la place Troubnaïa sont connus depuis la fin du XIVe siècle quand sont construits le monastère de la Nativité (pour les femmes) et le monastère de la Présentation (pour les hommes). Les champs à l'extérieur n'ont commencé à être bâtis qu'au début du XVIe siècle. Les employés (artisans, paysans, ouvriers, etc.) des monastères se sont installés tout autour des monastères et un nouveau faubourg, la sloboda Petchatnaïa, s'est formée à l'extérieur des remparts de la Ville Blanche. Après que les remparts sont démolis en 1760, l'emplacement du boulevard actuel se couvre de petites baraques marchandes, et malgré l'édit de  1775 de Catherine II ordonnant le tracé d'un boulevard bien dessiné, il reste en l'état.
Il prend son nom actuel au début du XIXe siècle. 
Dans le grand incendie de 1812, le côté intérieur du boulevard a survécu et le côté extérieur a été détruit avec ses magasins et ses baraques marchandes à l'emplacement des anciens murs de la forteresse. Ce n'est qu'alors, dans les années 1820, qu'un boulevard avec une allée au milieu plantée d'arbres est tracée, descendant en flèche vers la place Troubnaïa, et on construit à la place de la porte de la Présentation (Sretenskye Vorota) un hôtel (plusieurs fois reconstruit) qui existe toujours. 
Le 6 mars 1953, une cohue meurtrière a lieu sur le boulevard et la place Troubnaïa due à la foule en masse venue rendre hommage à la dépouille de Staline.

« Mon père était chauffeur d'autobus et ma mère, cuisinière. Nous habitions alors à Moscou rue Jdanov (aujourd'hui rue de la Nativité) dans le territoire du monastère de la Nativité [...]
Pendant ces trois jours, ma mère, ma sœur et moi ne vivions que dans la crainte d'une chose : que papa puisse rentrer de son travail à la maison sans accident. En effet notre immeuble était à côté de l'épicentre de l'événement. Nous avons vu comment les cadavres étaient amenés dans la cour du monastère et répartis entre les entrées, de sorte que je n'était obsédée que d'une chose : la façon dont papa, revenant par le boulevard Tsvetnoï à la rue de la Nativité, pouvait éviter d'être aspiré dans le tourbillon de la foule. Il y avait un petit tertre près du mur du monastère, nous nous sommes tenus dessus, avons regardé dans la rue et de là avons regardé la foule descendant des Étangs Clairs jusqu'à la place Troubnaïa. 
Nous avons vu plusieurs personnes se faire écraser par la foule à l'angle d'une maison entre la rue de la Nativité et la place Troubnaïa. [...] Nous avons gravé à jamais dans notre mémoire « la fille à la tresse ». Cette fille morte a été transportée de la rue de la Nativité au monastère, et son épaisse tresse blonde pendait et traînait sur le sol. Heureusement, mon père a ensuite pu rentrer chez lui en toute sécurité. Il a montré ses papiers et sa domiciliation aux militaires de service dans les camions et ils l'ont laissé passer. [...] Nous ne sommes pas allés aux funérailles de Staline. Cela nous avait suffi d'avoir vu cette horrible bousculade à quelques mètres. »

— Lidia Prokofievna Ivanina, projet « 05/03/53 »

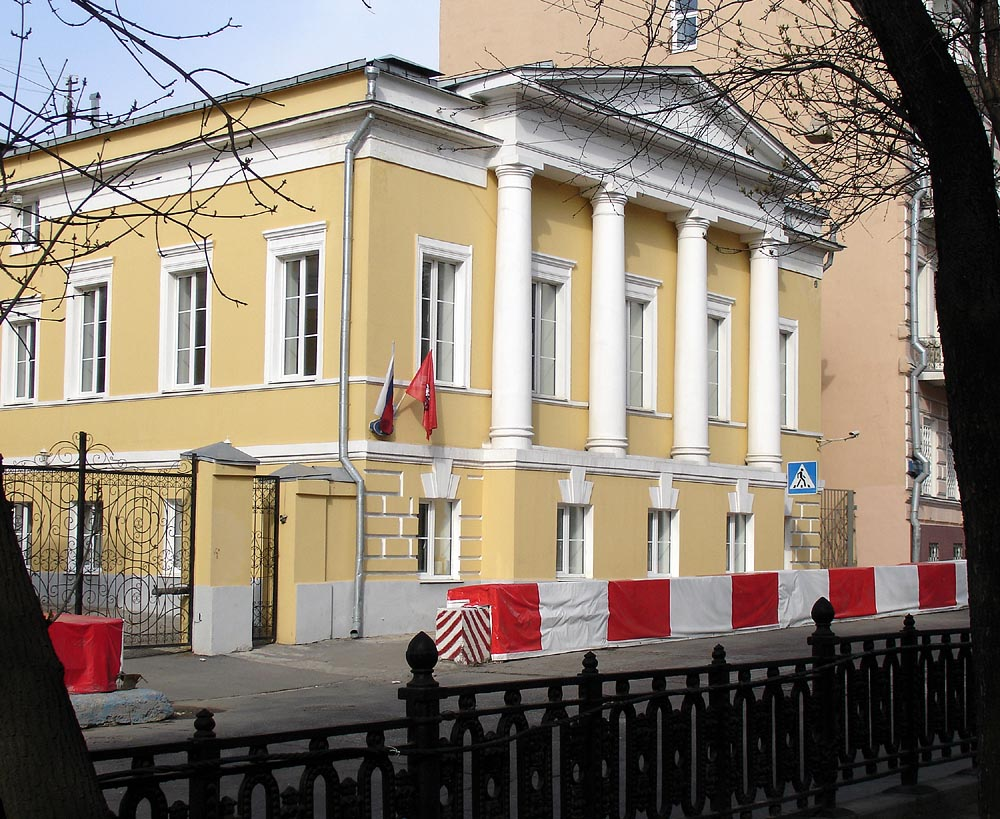
no 13
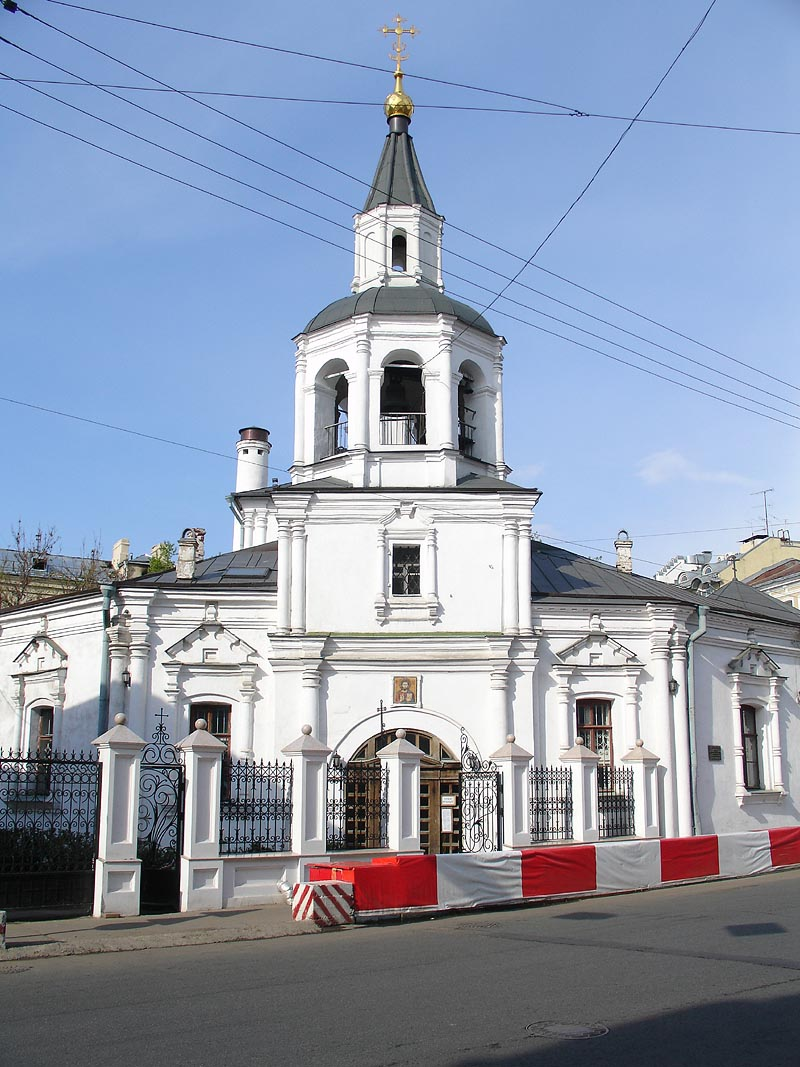
no 25
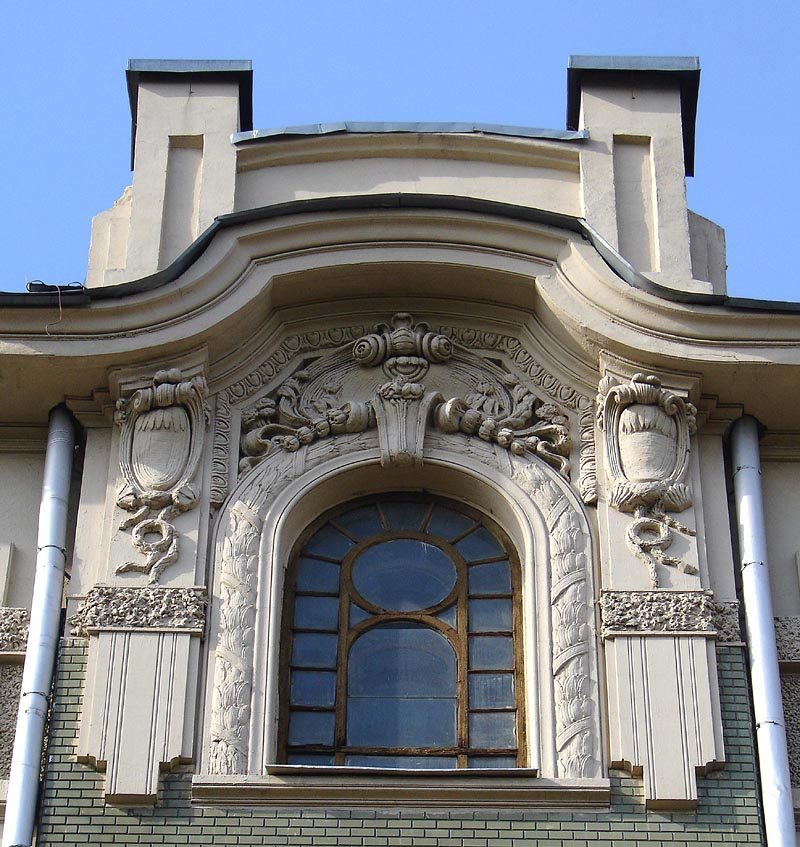
no 17
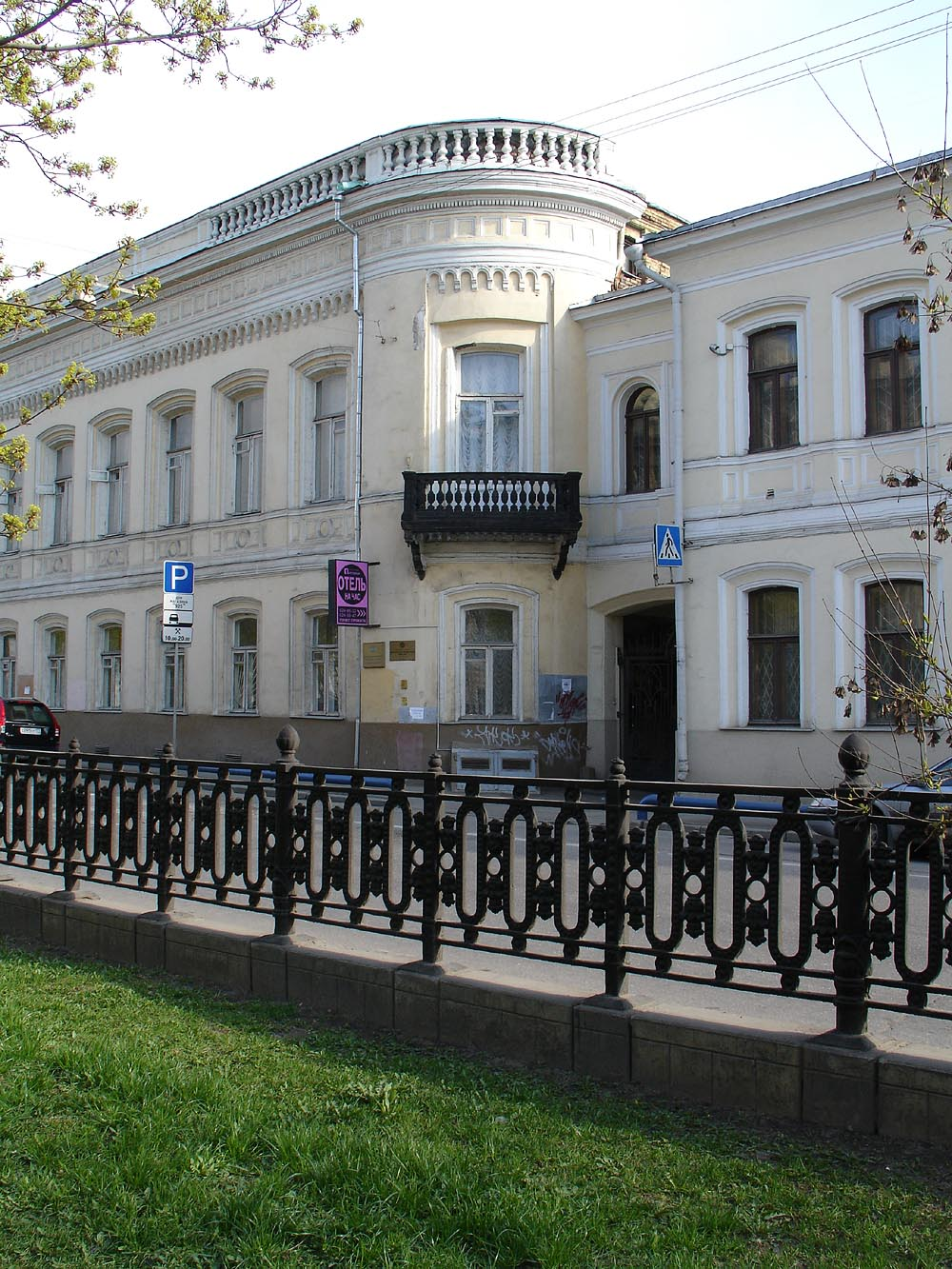
no 16
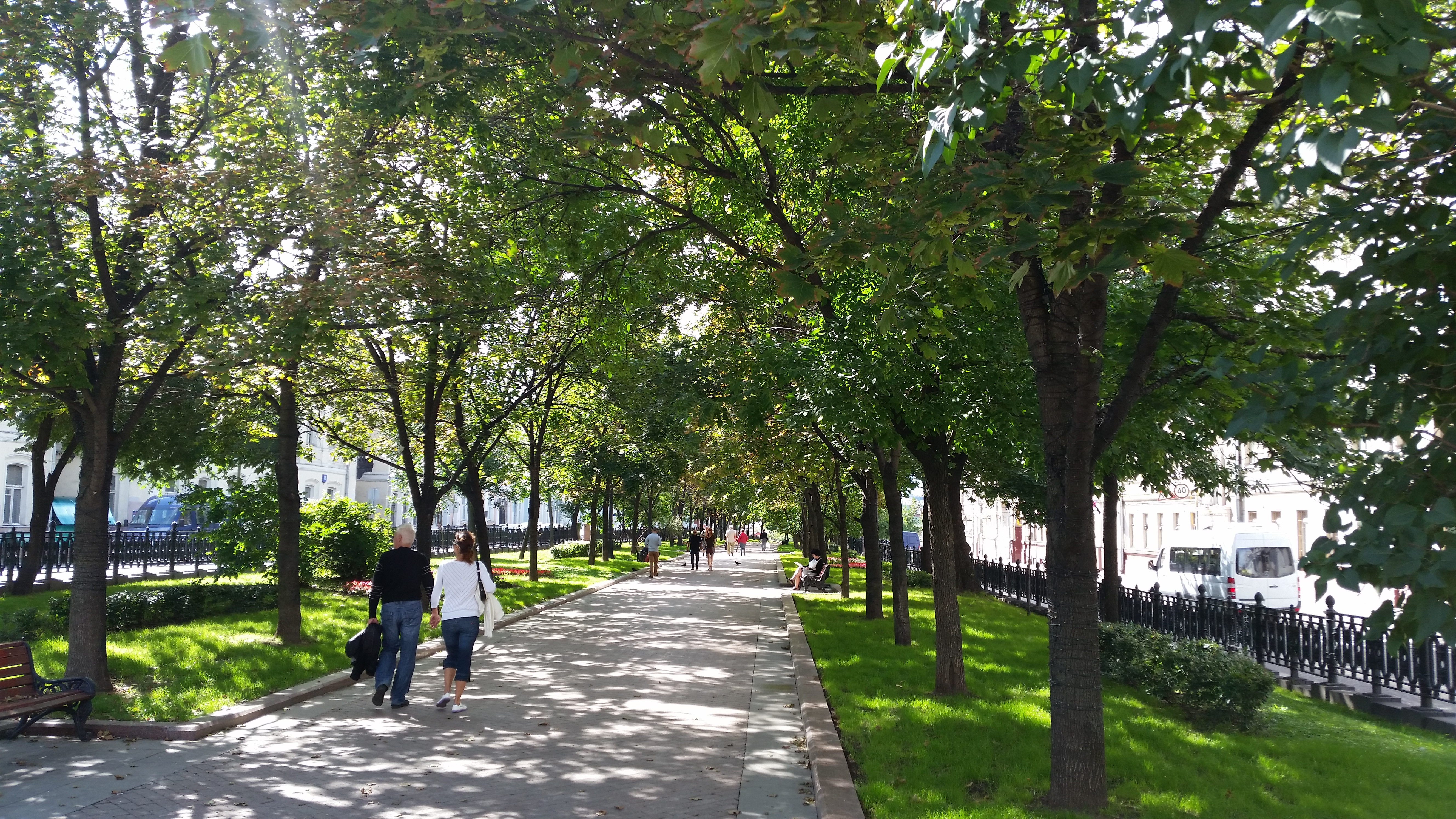
Vue de l'allée centrale
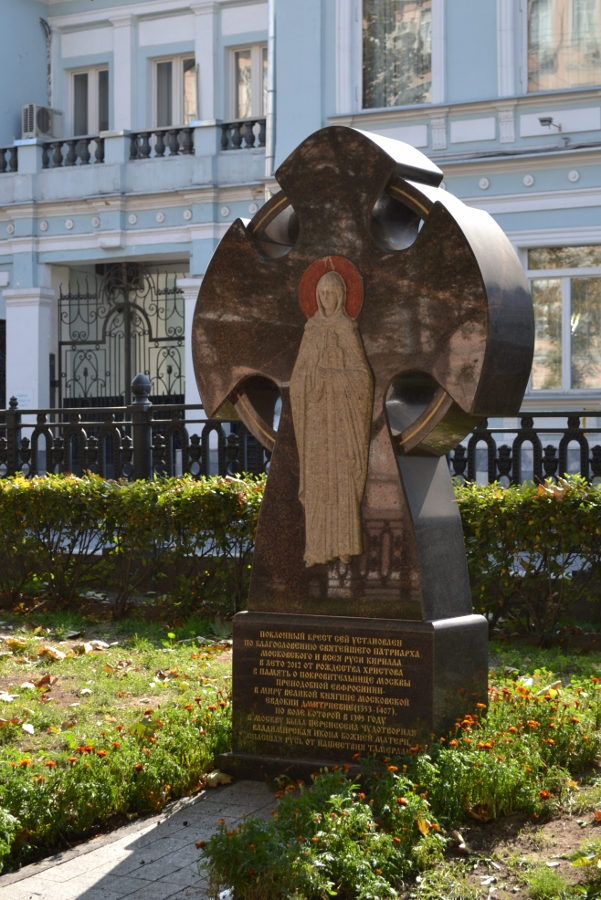
Croix en l'honneur d'Eudoxie de Moscou

Sur la pente du boulevard, à sa sortie vers la place Troubnaïa, il y a une aire de restauration qui s'appelle « Marché Central ». Le bâtiment n'a pas pu être achevé pendant longtemps, ce qui fait qu'on l'a surnommé le « bousier ». L'histoire a commencé avec l'adoption en 1996 par les autorités de la ville d'une décision de construire sur ce site une fontaine et un café de 75 places, d'une superficie totale de 590 m2. le projet et les permis initiaux ont été révisés à plusieurs reprises, à la suite de quoi la superficie a augmenté à 770, puis à 2 205 m2. Au printemps 2009, une inspection du département du patrimoine culturel a  établi que le projet architectural dépassait la surface permise et s'étendait une fois et demi de trop soit à 3 388 m2.

## Bâtiments remarquables et lieux de mémoire
Cöté impair (intérieur):
- no 3 — Complexe La Légende de Tsvetnoï («Легенда Цветного», 2009-2011), construit par le bureau d'architectes NBBJ[3]. Auparavant la maison de l'éducation politique du PCUS construite dans les années 1980 s'y trouvait.
- no 5/7, bât. 1 — Immeuble d'habitation (1934, architectes Lazar Tcherikover et N. Arbouznikov)[4]. Le membre de services secrets Lev Vassilievski y a habité dans les années 1940.
- no 9 — Immeuble de rapport de la princesse Beboutova (1909, architecte Gustav Helrich[5]). Avant la Révolution d'Octobre, le consulat général de France y occupait quelques appartements[6].

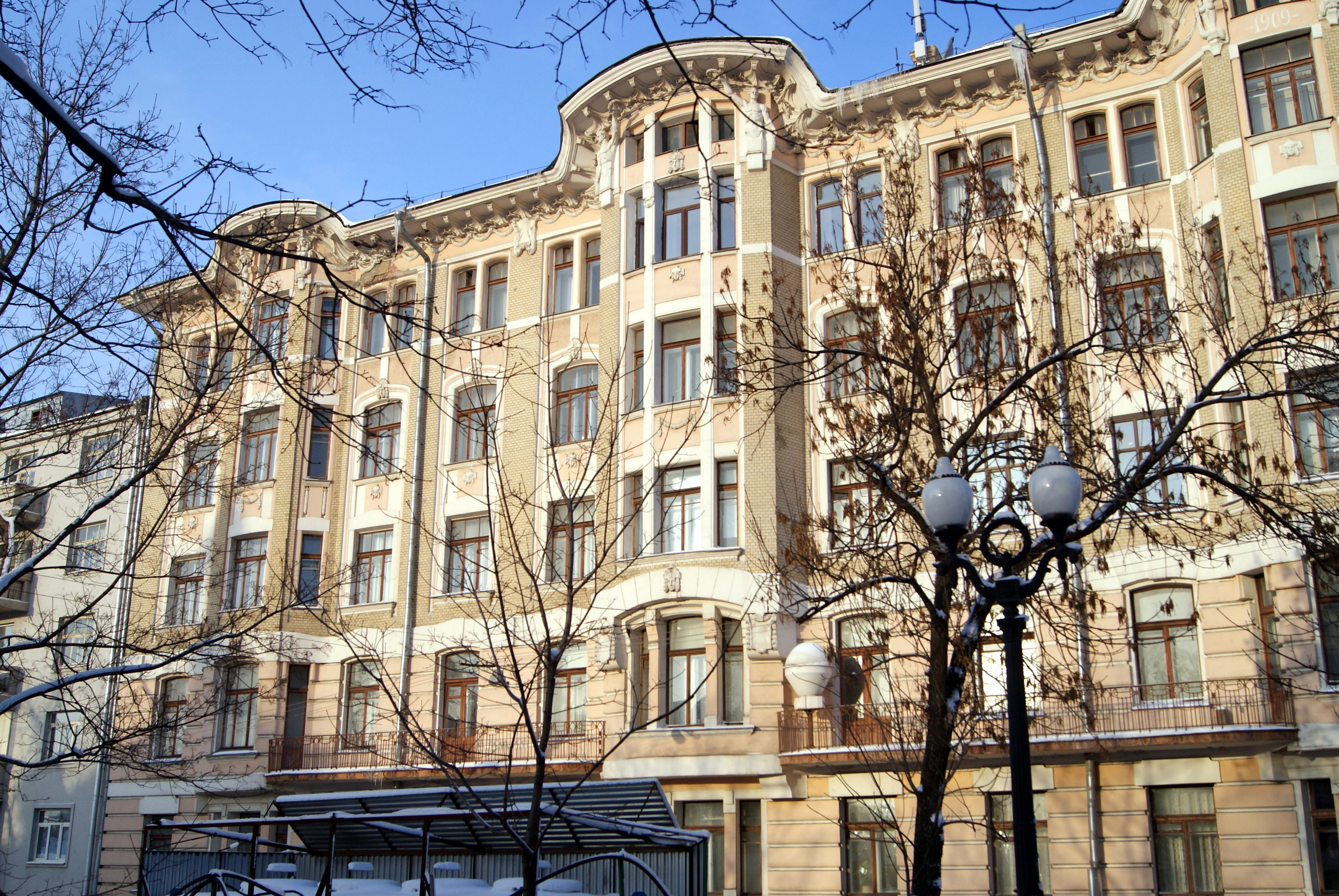
Immeuble n° 9.

- no 11 — Immeuble de rapport (1873, architecte L. Tchijikov)[1].
- no 13, bât. 1, 2 — Hôtel particulier de M.A. Lagofit (première moitié du XIXe siècle, restauré dans les années 1980), inscrit au patrimoine régional[7].

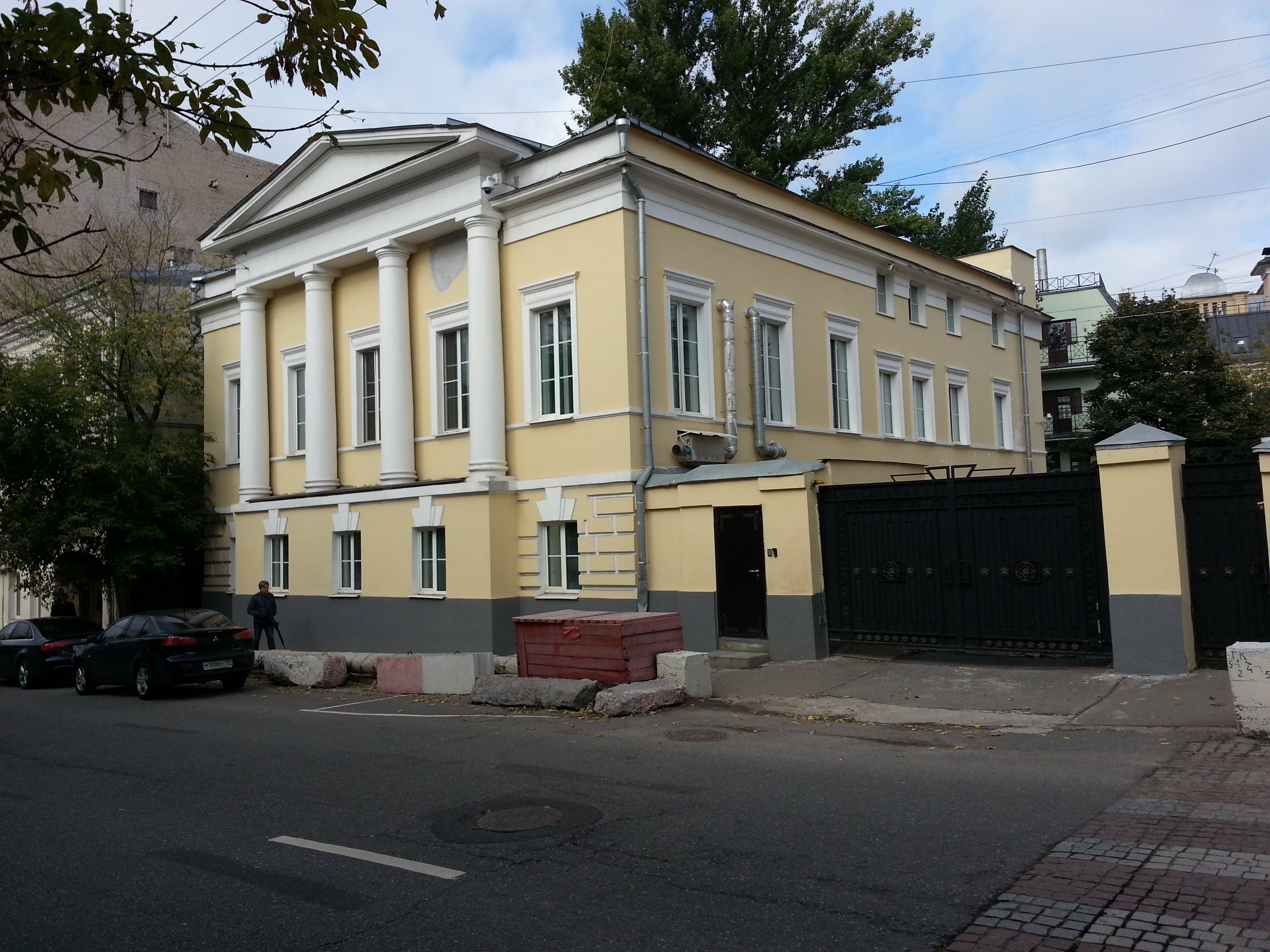
Hôtel particulier no 13.

- no 15 — Immeuble de rapport (années 1890, architecte Constantin Busse).
- no 17 — Immeuble de rapport de N.I. Silianov (1904, architecte Pavel Zaroutski)[1]. L'architecte Sergueï Schutzmann a habité dans un de ses appartements.
- no 19 — Immeuble de rapport de K.A. Kolessov (1913, architecte Dmitri Tchelichtchev). Cet immeuble est doté d'un des premiers ascenseurs électriques de la ville. Dans les années 1920, la ballerine Ekaterina Heltzer a habité dans un de ses appartements.
- no 21 — Immeuble de rapport de I.I. Djamgarov (bâtiment de gauche) (1913, architecte Nikita Lazarev)[1]
- no 25 — Église de la Dormition-de-la-Mère-de-Dieu de Petchatniki et maison paroissiale. Construite en 1695 à la place d'une ancienne église documentée en 1625. En 1950, elle devient le musée de l'Arctique soviétique, puis musée de la marine d'URSS. Elle est rendue au culte en 1994.

Côté pair (intérieur):
- no 2-6 — Les bâtiments historiques ont été remplacés par un remake ; autrefois, dans la maison d'angle no 2, il y avait les « chambres d'Echkine » qui étaient louées à des étudiants et qui sont mentionnées dans les nouvelles de Tchekhov; la maison no 4, aux fenêtres en plein cintre, abritait une pharmacie homéopathique au XIXe siècle ; la maison numéro 6 a conservé l'aspect d'un lourd style Empire.
- no 8/20 — Monastère de la Nativité, XVIe-XIXe siècles.
- no 10 — Hôtel particulier de Grigori Constantinovitch Ouchkov, fils du millionnaire Constantin Ouchkov (l'intérieur est refait en 1897 selon les dessins de l'architecte Franz Schechtel).
- no 12/8 — Maison des frères Fonvizine.
En 1794, l'hôtel particulier appartenait à la princesse A.P. Galitzine, puis a été transmis à Alexandre Ivanovitch Fonvizine (frère cadet de l'écrivain Denis Fonvizine); en 1821, il a été décidé ici de dissoudre l'Union de Bienfaisance afin de créer une nouvelle société secrète. Des décembristes y séjournaient souvent, comme Ivan Yakouchkine ou Pavel Grabbe. En janvier 1826, Ivan Fonvizine a été arrêté ici, ainsi que Vassili Nossov[8]. En mai 1869, la demeure est achetée par la fameuse baronne von Meck, bienfaitrice de Tchaïkovsky[9], qui la fait réaménager (1869 — changement de façade, аrchitecte Andreï Stratilatov; années 1870 — réaménagement par l'architecte Vladimir Gambourtsev; en 1879 г. — architecte Piotr Skomorochenko). La maison est vendue en 1881 au marchand de thé A.S. Goubkine (1816-1883). Au début du XXe siècle, elle est louée par la banque des terres nobles. Aujourd'hui, le comité national de la Pêche de la fédération de Russie s'y est installé. Inscrit au patrimoine fédéral[7],[10].

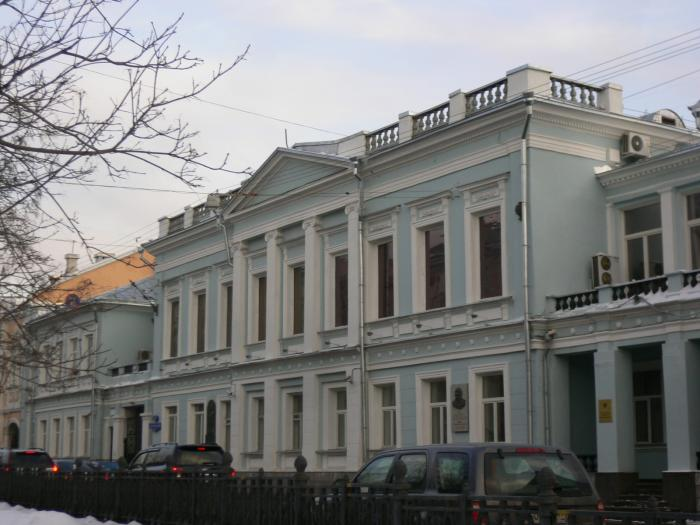
Hôtel Fonvizine, puis de la baronne von Meck.

- no 14 — Hôtel particulier de la comtesse E.P. Rostopchine (début du XIXe siècle; 1870, architecte Andreï Stratilatov), inscrit au patrimoine régional[7]. Dans les années 1840, l'hôtel particulier appartenait à Nikolaï Pavlov qui recevait tous les jeudis les membres éminents de la société littéraire et philosophique de Moscou. Ces soirées étaient appelées les « Jeudis de Pavlov ». On pouvait y croiser Gogol, le prince Baratynski, Polonski, Fet, Khomiakov, Chevyriov, Tchaadaïev, Krioukov, etc. Les Kireïevski et le jeune Samarine y sont venus aussi. Plus tard l'hôtel particulier a appartenu à E.F. Mattern.

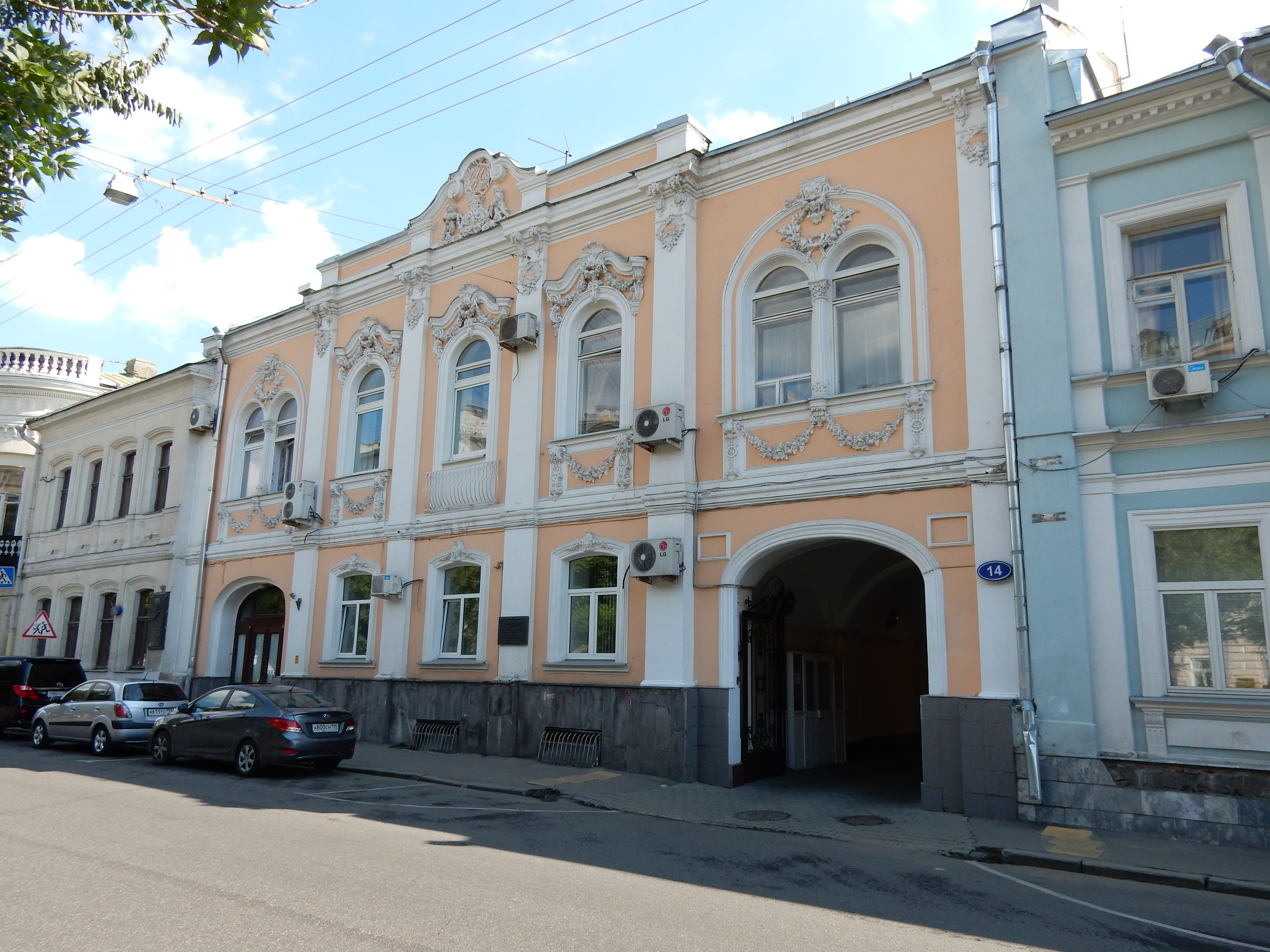
Hôtel particulier Rostopchine au no 14.

- no 16 — Hôtel particulier d'A.P. Karamycheva (fin du XVIIIe siècle ; refait dans la seconde moitié du XIXe siècle, projet de Boris Freudenberg).
  - no 16, bât. 1 — Maison principale (1787-1793; 1852; 1883, architecte Boris Freudenberg), inscrite au patrimoine régional[7];
  - no 16, bât. 2 — Immeuble d'habitation à la place des communs (1864, architecte Iossif Kaminski). L'écrivain prolétarien Demian Bedny y a habité entre 1933 et 1943 et plus tard son appartement a été transformé en musée. Inscrit au patrimoine fédéral[7].
- no 19 — Église des Nouveaux-Martyrs-et-Confesseurs-Russes, construite en 2014-2017 à l'emplacement d'anciens bâtiments ayant appartenu au monastère de la Nativité.
- no 20 — Immeuble de rapport (1879, architecte Piotr Campioni).
- no 22/23 — Immeuble de rapport d'E.Z. Melas et S.I. Maliouchine (1896, architecte Mitrophane Arseniev).